# Preisend mit viel schönen Reden

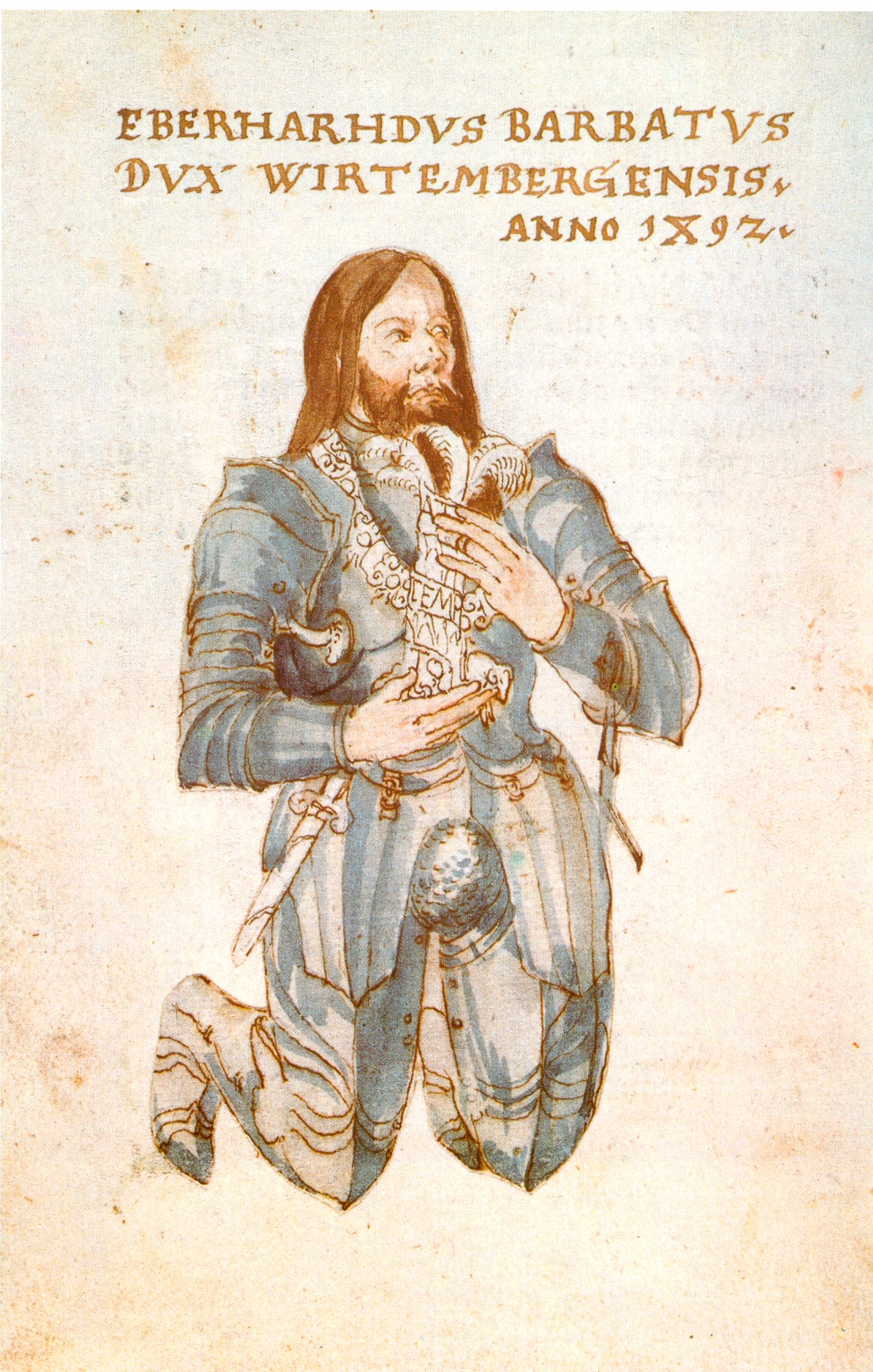
Eberhard im Bart (1492)

Preisend mit viel schönen Reden ist die Anfangszeile des Gedichts Der reichste Fürst von Justinus Kerner. Die Vertonung dieses Gedichts gilt als inoffizielle Landeshymne Württembergs.

## Entstehung
Justinus Kerner verfasste den Text im Jahre 1818 als Ballade zu Ehren von Eberhard im Bart (1445–1496), dem ersten Herzog von Württemberg. Gesungen wird der Text nach der Melodie des Volksliedes In des Waldes tiefsten Gründen, die lange Zeit zuvor von einem unbekannten Komponisten geschaffen und 1801 erstmals in einem Liederbuch veröffentlicht wurde. Auffällig sind die melodischen Gemeinsamkeiten mit der Marseillaise. Der früheste gemeinsame Abdruck des Textes und der Melodie erschien im Jahr 1823.
Kerner schöpfte den Stoff seiner Ballade aus der historischen Sage über den Reichstag zu Worms im Jahre 1495, auf dem Eberhard in Anerkennung seiner Leistungen von König Maximilian I. zum ersten Herzog von Württemberg erhoben wurde. Laut dem Humanisten und Reformator Philipp Melanchthon soll es auf dem Gastmahl zu einem Streitgespräch der anwesenden Fürsten über die Reichtümer ihrer Länder gekommen sein, aus dem Eberhard als Sieger hervorgegangen sein soll. Denn sein Land Württemberg sei zwar arm, aber sein Fürst könne seiner Bevölkerung rückhaltlos vertrauen, denn selbst im tiefsten Wald könne er seinen Kopf zum Schlafen „jedem Untertan in Schoß“ legen, ohne Angriffe auf Leib und Leben fürchten zu müssen. Die Begebenheit wird in einer Tischrede Luthers erwähnt. Luther erwähnt nur die Fürsten von Sachsen und der Pfalz. Einen „Ludwig, Herr zu Bayern“ gab es zur Zeit des Wormser Reichstages auch tatsächlich nicht.
Möglicherweise verwechselte Melanchthon allerdings den späteren Herzog Eberhard mit dessen Vorfahren Eberhard dem Greiner, Graf von Württemberg von 1344 bis 1392, irrte sich also um fast ein halbes Jahrhundert. Von diesem geht die Sage, dass er bei einem Aufenthalt im Wildbad (dem heutigen Bad Wildbad, aber eventuell auch Bad Teinach) vom Grafen Wolf von Eberstein überfallen werden sollte, dies aber von einem Hirten verhindert wurde, der Eberhard zunächst warnte und diesen, als er bei seiner Flucht zu erschöpft war, über die Berge des Schwarzwalds in die schützende Burg Zavelstein getragen haben soll.
Das später zur Württembergischen Landeshymne gemachte Lied der Württemberger zeigt, dass der Graf im Bart bei der Bevölkerung sehr beliebt war und bei den Reichsfürsten großes Ansehen genoss. Noch Jahrhunderte später verkörperte Eberhard das Ideal des volksnahen und gerechten Landesvaters in einem friedlichen Staat.
Die Verbreitung des Loblieds in Liederbüchern und Liedflugschriften stieg in den 1840er-Jahren sprunghaft an. Bis zur Mitte des 20. Jahrhunderts wurde es oft in Schul- sowie in allgemeinen Liederbüchern abgedruckt. Heute wird das historische Landeslied nur noch selten offiziell vorgetragen.
Zwischen 1879 und 1881 schuf der Bildhauer Paul Müller zum 75-jährigen Jubiläum des Königreichs Württemberg die Eberhardsgruppe, die sich auf das Gedicht von Kerner bezieht. Die Skulptur aus Marmor befindet sich noch heute im Stuttgarter Schlossgarten.

## Text
Preisend mit viel schönen Reden

Ihrer Länder Wert und Zahl,

Saßen viele deutsche Fürsten

Einst zu Worms im Kaisersaal.

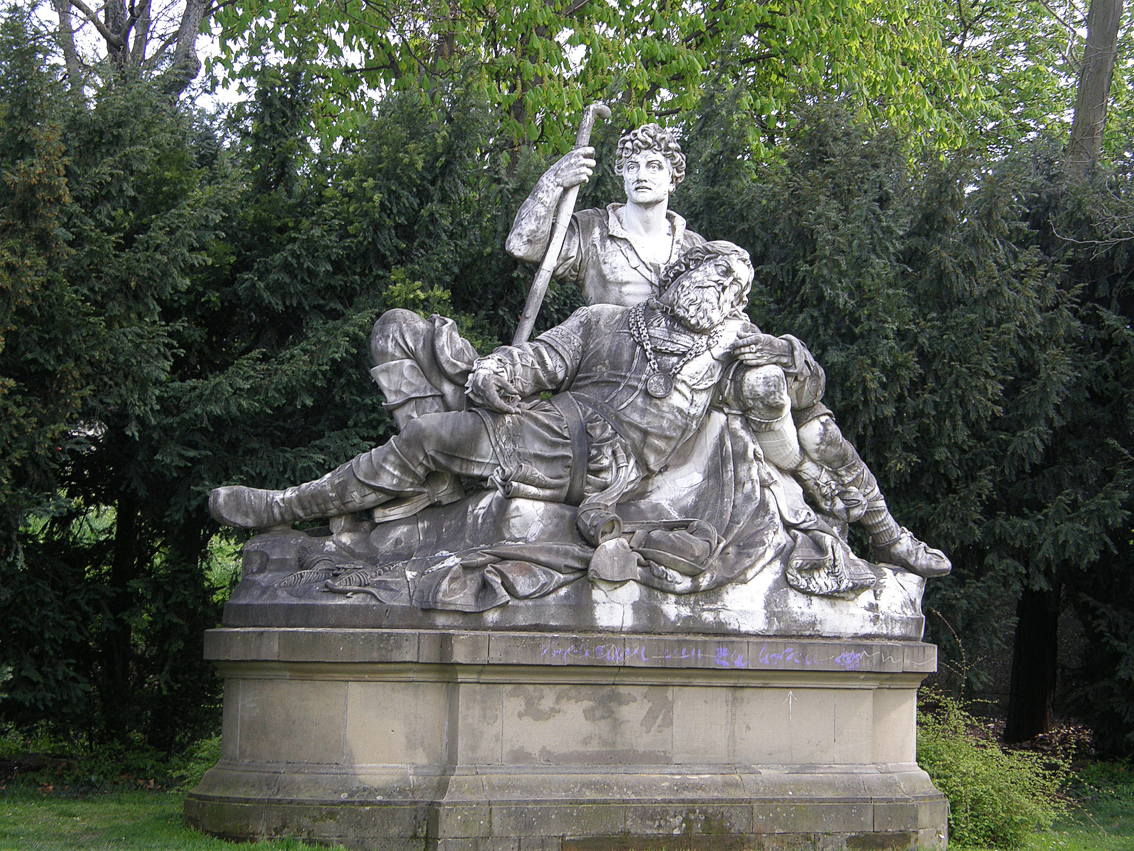
Eberhardsgruppe von Paul Müller im Schlossgarten (Stuttgart)

„Herrlich“, sprach der Fürst von Sachsen,

„Ist mein Land und seine Macht;

Silber hegen seine Berge

Wohl in manchem tiefen Schacht.“

„Seht mein Land in üpp’ger Fülle,“

Sprach der Kurfürst von dem Rhein,

„Goldne Saaten in den Tälern,

Auf den Bergen edlen Wein!“

„Große Städte, reiche Klöster“,

Ludwig, Herr zu Bayern, sprach,

„Schaffen, daß mein Land den euren

wohl nicht steht an Schätzen nach.“

Eberhard, der mit dem Barte,

Württembergs geliebter Herr,

Sprach: „Mein Land hat kleine Städte,

Trägt nicht Berge silberschwer;

Doch ein Kleinod hält’s verborgen:

Daß in Wäldern, noch so groß,

Ich mein Haupt kann kühnlich legen

Jedem Untertan in Schoß.“

Und es rief der Herr von Sachsen,

Der von Bayern, der vom Rhein:

„Graf im Bart! Ihr seid der Reichste!

Euer Land trägt Edelstein!“

## Versionen
Bekannte Versionen des Stücks stammen von Heino und den Gotthilf Fischer Chören. Letztere Version ist besonders durch die SWR1 Baden-Württemberg Hitparade bekannt, da sie sich seit 2013 jedes Jahr in den Top 1000 platzieren konnte.